# Дуровщино
Дуровщино — село Чаплыгинского района Липецкой области, входит в состав Люблинского сельсовета. 

## Географическое положение
Село расположено на берегу реки Ряса в 4 км на север от центра поселения села Топтыково и в 27 км на север от райцентра города Чаплыгин.

## История
Нововведенское до построения в нем отдельной церкви в качестве деревни Дуровщины принадлежало к приходу села Введенского, Таптыково тож. Первоначельное построение в селе отдельной церкви относится к XVIII веку, хотя с точностью год построения не известен, в 1826 году за ветхостью она была упразднена. Новая деревянная Введенская церковь с приделами в честь св. безсребр. Кира и Гоанна и в честь св. вмч. Екатерины построена в 1837 г. В 1863 г. в настоящей церкви устроен был новый иконостас, а в 1875 г. церковь окружена каменной оградой. 
В XIX — начале XX века село входило в состав Ведновской волости Раненбургского уезда Рязанской губернии. В 1906 году в селе было 182 дворов.
С 1928 года село являлось центром Дуровщинского сельсовтета Троекуровского района Козловского округа Центрально-Чернозёмной области, с 1954 года — в составе Липецкой области, с 1963 года — в составе Люблинского сельсовета Чаплыгинского района.

## Население
| 1859 | 1897  | 1906  | 2010 |
| ---- | ----- | ----- | ---- |
| 940  | ↗1257 | ↗1519 | ↘98  |